# مدينة نفزاوة
مدينة نفزاوة تنسب تسميتها إلى قبيلة نفزاوة وهي من أكبر القبائل البربرية وهي كثير ماذكرها ابن خلدون لمكانتها في شمال أفريقيا وخاصة تونس.

## الموقع والتاريخ
تقع هذه المدينة قرب مدينة قبلي 3كلم جنوب شرق وصفت من الرحالة بأنهامن المدن القديمة في هذه الصحراءالممتدة تتميز مدينة نفزاوة عن جارتها (تلمين.طره.بشري) حسب الرحالة البكري بكثرة العيون وتتجمع هذه العيون في نهر يمر عبرالمدينة ثم يسقي بساتينها. سكانها الأغلبية من العرب و البربر وأقلية من الأفارقة وهي نقطة عبور لتجار الرقيق القادمين من الصحراء. وهي حسب وصف الحميري مدينة لها سور صخر وطوب ولها ستة أبواب وبها جامع وحمام وأسواق حافلة. دمرت هذه المدينة في القرن السادس عشرميلادي على يد عبد الله بن بوزيد المحمودي الطرابلسي في العهد العثماني. لم يبقَ من هذه المدينة أثر يذكر.